# Pipiolos

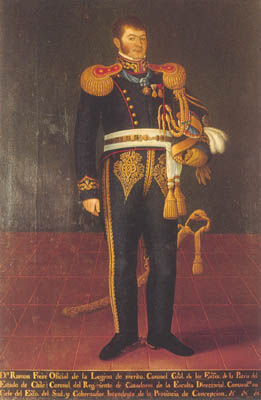
Generaal Ramón Freire (1787-1851), staatshoofd (Director supremo) van Chili van 1823-1826 en president 1827

De Pipiolos (Nederlands: naïevelingen, jonge mensen zonder ervaring; e.v. Pipiolo) is de verzamelnaam voor de liberale groeperingen in het Chili van het begin van de negentiende eeuw. Het was oorspronkelijk een spotnaam die hen werd gegeven door hun conservatieve tegenstanders (Pelucones) die in de hervormingsgezinde plannen van de stedelijke midden- en hogere klassen niets zagen, ze vonden ze maar "naïevelingen" ("pipiolos"). 
De pipiolos vormden geen homogeen geheel. Ze varieerden van gematigde liberaal tot progressief liberaal. De eerste groep, de gematigde liberalen waren afkomstig uit de hogere klassen en de aristocratie en waren vooral voorstander van economisch liberalisme, democratie en federalisme. Zij streefden vooral naar de inperking van de macht van de president. De radicale, progressieve liberalen waren afkomstig uit de stedelijke middenklasse en streefden een uitgebreide hervormingsagenda na. Zij waren voorstanders van het afschaffen van de privileges van de aristocratie en de inperking van de macht van de Rooms-Katholieke Kerk. Tijdens de Burgeroorlog van 1829/1830 moesten de pipiolos het onderspit delven. Deze radicale groep werd ook wel gekscherend aangeduid met de naam pelejeanos, "mensen zonder bezit of aanzien". 

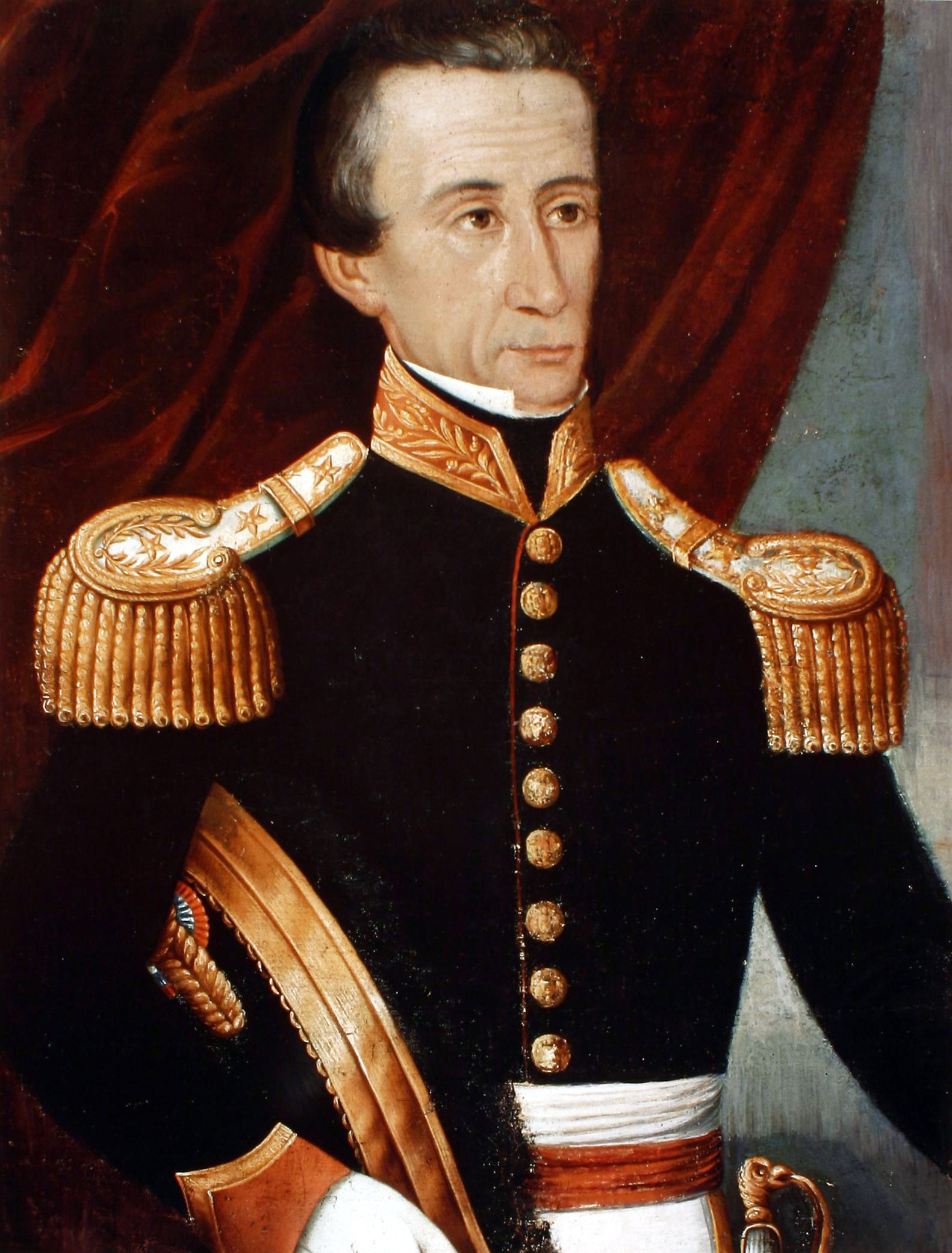
President Francisco Antonio Pinto (1786-1858)

De pelucones, de grote tegenstanders van de pipiolos, behaalden een grote overwinning en drukten in 1833 een nieuwe grondwet door die de macht van de president verstevigde en de invloed van de regio's inperkte. In 1849 sloten de meeste pipiolos zich aan bij de Partido Liberal (Liberale Partij). De radicale groep bleef echter buiten de liberale partij en richtte onder leiding van Francisco Bilbao de Sociedad de la Igualdad (Genootschap van de Gelijkheid) op.
Bekende pipiolos waren generaal Ramón Freire (1787-1851) die van 1823 tot 1827 aan de macht was als staatshoofd en president Francisco Antonio Pinto (1785-1858) die van 1827 tot 1829 aan de macht was.